# Francisco Villa, Xicoténcatl
Francisco Villa är en ort i Mexiko.   Den ligger i kommunen Xicoténcatl och delstaten Tamaulipas, i den centrala delen av landet, 400 km norr om huvudstaden Mexico City. Francisco Villa ligger 85 meter över havet och antalet invånare är 390.
Terrängen runt Francisco Villa är platt, och sluttar söderut. Runt Francisco Villa är det ganska glesbefolkat, med 23 invånare per kvadratkilometer. Närmaste större samhälle är Xicoténcatl, 7,2 km nordost om Francisco Villa. Omgivningarna runt Francisco Villa är en mosaik av jordbruksmark och naturlig växtlighet.